# کیوسانو دآستی
کیوسانو دآستی (به ایتالیایی: Chiusano d'Asti) یک کومونه در ایتالیا است که در استان آسته واقع شده‌است.

## خصوصیات
کیوسانو دآستی ۲٫۵ کیلومترمربع مساحت و ۲۳۶ نفر جمعیت دارد.